# 직무유기죄
직무유기죄(職務遺棄罪)는 공무원이 정당한 이유 없이 그 직무수행을 거부하거나 그 직무를 유기하는 죄이다. 1년 이하의 징역이나 금고 또는 3년 이하의 자격정지에 처한다(대한민국 형법 제122조). 모든 공무원은 '법령을 준수하여 성실히 직무를 수행하여야 한다(국가공무원법 56조와 지방공무원법 48조)'. 그리고 공무원이 이러한 직무에 위배되는 일을 하였을 때에는 파면(罷免)·감봉(減俸)·견책(譴責)의 징계처분을 받게 되는 것이나(국가공무원법 78조), 형법은 더 나아가 이에 대하여 형사상 책임까지도 물을 수 있게 한 것이다. 본죄가 성립하기 위하여는 주관적으로 직무를 버린다는 인식과 객관적으로 직무 또는 직장을 벗어나는 행위가 있어야 한다. 그러므로 단순히 직무수행과 관련하여 태만(怠慢)·분망(奔忙)·착각(錯覺) 기타 일신상 또는 객관적인 사정으로 말미암아 부당한 결과를 초래한 것에 불과한 경우에는 직무유기죄는 성립되지 않는다. 1988년 대한민국 헌법을 개헌하면서 신설된 헌법재판소에 국민이 직접 청구할 수 있는 헌법소원의 대상에서 말하는 '공권력의 불행사에 의한 기본권 침해를 받은 자'가 발생하지 않게 하여 국민의 정당한 자유와 권리가 보장되어 국민주권주의가 정상적으로 실현하는 것을 방해하는 것을 예방하는 것이 주된 목적이다. 하지만 죄가 있어도 불기소처분할 수 있는 검사의 선택적 기소권 행사와 불기소 처분에 대한 불복 절차인 항고와 법원 재정신청이라는 복잡한 절차와 낮은 인용율로 인하여 제대로 적용되지 않고 있다.

## 판례
- 직무유기교사죄는 피교사자인 공무원별로 1개의 죄가 성립되는 것이다.[2]
- 직무유기죄에서 ‘직무를 유기한 때’란 공무원이 법령, 내규 등에 의한 추상적 성실의무를 태만 히 하는 일체의 경우에 성립하는 것이 아니라 직장의 무단이탈, 직무의 의식적인 포기 등과 같이 국가의 기능을 저해하고 국민에게 피해를 야기시킬 가능성이 있는 경우를 가리킨다.[3]
- 경찰관이 불법체류자의 신병을 출입국관리사무소에 인계하지 않고 훈방하면서 이들의 인적사항조차 기재해 두지 아니하였다면 직무유기죄가 성립한다.[4]
- 일단 직무집행의 의사로 자신의 직무를 수행하였다면 그 직무집행의 내용이 위법하다 하더라도 직무유기죄는 성립하지 않는다.[5]
- 농지사무를 담당한 군 직원이 농지불법전용 사실을 알고도 아무런 조치를 취하지 않다가 해당 농지의 농지전용허가를 내주기 위해 불법농지전용사실은 일체 기재하지 않은 허위의 출장복명서 및 심사의견서를 작성한 경우 허위공문서작성죄 동행사죄와 직무유기죄가 별도 성립하고 각 죄는 실체적 경합관계에 있다.[6]
- 직무유기죄는 구체적으로 그 직무를 수행하여야 할 작위의무가 있는데도 불구하고 이러한 직무를 버린다는 인식하에 그 작위의무를 수행하지 아니함으로써 성립하는 것이고, 또 그 직무를 유기한 때라 함은 공무원이 법령, 내규 등에 의한 추상적인 충근의무를 태만히 하는 일체의 경우를 이르는 것이 아니고, 직장의 무단이탈, 직무의 의식적인 포기 등과 같이 그것이 국가의 기능을 저해하며 국민에게 피해를 야기시킬 가능성이 있는 경우를 말하는 것이므로, 병가중인 자의 경우 구체적인 작위의무 내지 국가기능의 저해에 대한 구체적인 위험성이 있다고 할 수 없어 직무유기죄의 주체로 될 수는 없다.[7]

서울 강남경찰서 교통과 팀장 송모씨(54·경위)이 2015년 11월 서울 서초구 강남대로에서 교통 단속을 할 때 같은 경찰서 동료 경찰관에게서 “논현파출소장 지인이 음주운전에 단속됐으니 알아봐달라”는 부탁을 받고 "음주 혐의로 세워둔 운전자에 대해 음주 측정을 하거나 진술을 받지 않고 보내줬다"는 이유로 기소되어 1심인 서울중앙지법 형사단독 판사는 "동료 경찰관들이 적발한 음주운전 혐의자에 대해 음주측정 등의 조치를 취하지 않고 그대로 순찰차에 태워 귀가하도록 해 자신에게 주어진 가장 중요한 직무를 유기한 것은 경찰공무원의 신분을 유지할 수 없을 정도로 죄질이 불량하다"며 징역 3월에 집행유예 1년을 선고했지만 "형량이 너무 무겁다"며 항소하자 서울중앙지법 형사항소5부(재판장 장일혁 부장판사)가 2017년 6월 30일 "25년 동안 성실히 근무했고 이 사건으로 송씨가 이미 해임됐으며 금전적 대가나 이득을 취한 것이 아니다"는 이유로 벌금 500만원을 선고했다. 피고인 변호사가 박모씨가 몇년 전에 부장판사에서 퇴직한 변호사로 전관예우 논란이 있은 가운데검찰총장은 2017년 9월 18일 대법원에 비상상고를 하였고대법원은 2017년 12월 5일에 벌금형을 파기했지만 피고인에게 미치는 효력은 없다.

### 직무유기가 성립하는 경우
- 경찰관이 불법체류자임을 알면서도 이들의 신병을 출입국관리사무소에 인계하지 않고 본서인 수원중부경찰서 외사계에조차도 보고하지 않고 훈방하면서 이들의 인적 사항조차 기재해 두지 않은 경우[11]

### 직무유기가 성립하지 않는 경우
- 교도소 보안과 출정계장과 감독교사가 호송교도관들을 지휘하여 재소자의 호송계호업무를 수행함에 있어서 성실하게 그 직무를 수행하지 아니한 잘못으로 집단도주사고가 발생한 경우, 출정계장과 감독교사가 재소자 의 호송계호업무를 수행함에 있어서 성실하게 그 직무를 수행하지 아니하여 충근의무에 위반한 잘못은 인정되나 고의로 호송계호업무를 포기하거나 직무 또는 직장을 이탈한 것이라고는 볼 수 없으므로 형법상 직무유기죄를 구성하지 아니한다[12]
- 전매공무원인 피고인이 외제담배를 긴급압수한 후 도주한 범칙자를 찾는 데 급급하여 미처 압수수색영장을 신청하지 못한 이 사건에서와 같이 직무수행과 관련하여 태만, 분망, 착각 등 일신상 또는 객관적 사유로 인하여 부당한 결과를 초래한 것에 불과한 경우에는 직무유기죄는 성립하지 않는다.[13]
- 경찰관이 검사로부터 범인을 검거하라는 지시를 받고서도 그 직무상의 의무에 따른 적절한 조치를 취하지 아니하고 오히려 범인에게 전화로 도피하라고 권유하여 그를 도피하게 한 경우 작위범인 범인도피죄만이 성립하고 부작위범인 직무유기죄는 따로 성립하지 아니한다.[14]
- 행정공무원이 신축건물에 대한 착공 및 준공검사를 마치고 관계서류를 작성함에 있어 그 허가조건 위배사실을 숨기기 위하여 허위의 복명서를 작성, 행사한 경우는 작위범인 허위공문서작성 및 동행사죄만 성립하고 부작위범인 직무유기죄는 따로 성립하지 아니한다.[15]
- 공무원이 위법사실을 발견하고도 직무상 의무에 따른 적절한 조치를 취하지 아니하고 위법사실을 적극적으로 은폐할 목적으로 허위공문서를 작성･행사한 경우, 직무위배의 위법상태는 허위공문서작성 당시부터 그 속에 포함되는 것이므로 작위범인 허위공문서작성, 동행사죄만이 성립하고 부작위범인 직무유기죄는 따로 성립하지 않는다[16]
- 어업허가신청권자가 어업허가를 받을 수 없는 자임을 알면서도 담당공무원이 실태조사를 하지 않고 오히려 부하 직원에게 어업허가처리 기안문을 작성하게 한 다음 스스로 중간결재를 한 후 그 정을 모르는 농수산국장의최종결재를 받았다면, 작위범인 위계에 의한 공무집행방해죄만이 성립하고 부작위범인 직무유기죄는 따로 성립하지 아니한다.[17]
- 해군본부 법무실장인 피고인이 국방부 검찰수사관 甲에게 군내 납품비리 수사와 관련한 수사기밀사항을 보고하게 하였는데, 甲으로서는 외부에 유출될 경우 검찰단의 수사 기능에 현저한 장애를 초래할 수 있는 검찰단 내부 수사 내용을 피고인에게 보고할 법률상의 의무가 없었던 경우, 피고인에게 직권남용권리행사방해죄가 성립한다.[18]
- 경찰관이 직무와 관련하여 증거물로 압수한 오락기의 변조기판을 범죄 혐의의 입증에 사용하기 위한 적절한조치를 취하지 않고 피압수자에게 돌려준 경우, 작위범인 증거인멸죄만이 성립하고 부작위범인 직무유기(거부)죄는 따로 성립하지 아니한다.[19]
- 통고처분이나 고발을 할 권한이 없는 세무공무원이 그 권한자에게 범칙사건 조사 결과에 따른 통고처분이나 고발조치를 건의하는 등의 조치를 취하지 않았다고 하더라도, 구체적 사정에 비추어 그것이 직무를 성실히 수행하지 못한 것이라고 할 수 있을지언정 그 직무를 의식적으로 방임 내지 포기하였다고 볼 수 없다.[20]

## 같이 보기
- 공무원의 직무에 관한 범죄
- 대한민국 형법 제122조 직무유기죄
- 허위공문서작성죄
- 허위공문서행사죄
- 직권남용죄